# Piotr Jasiński
Piotr Jasiński (ur. 1968) – profesor Politechniki Gdańskiej na Wydziale Elektroniki, Telekomunikacji i Informatyki (ETI) w Katedrze Inżynierii Biomedycznej. Kierownik Laboratorium Materiałów Funkcjonalnych ETI.

## Życiorys
W 1992 roku uzyskał tytuł magistra elektroniki na Politechnice Gdańskiej, w 2000 pracując w GUT uzyskał stopień doktora nauk technicznych, w 2009 stopień doktora habilitowanego, a w 2019 tytuł profesora. W latach 2001–2004 stypendysta na Uniwersytecie Missouri w Nauce i Technologii, w latach 2008–2010 adiunkt. Obecnie jest profesorem nadzwyczajnym na Politechnice Gdańskiej, gdzie zajmuje się elektroniką, inżynierią biomedyczną i elektroceramiką. Koordynator i główny wykonawca wielu projektów. Autor licznych publikacji, a jego indeks Hirsha (Web of Science) wynosi 21. Wypromował 6 doktorów, aktualnie nadzoruje 4 doktorantów.